# Artis Auriferae

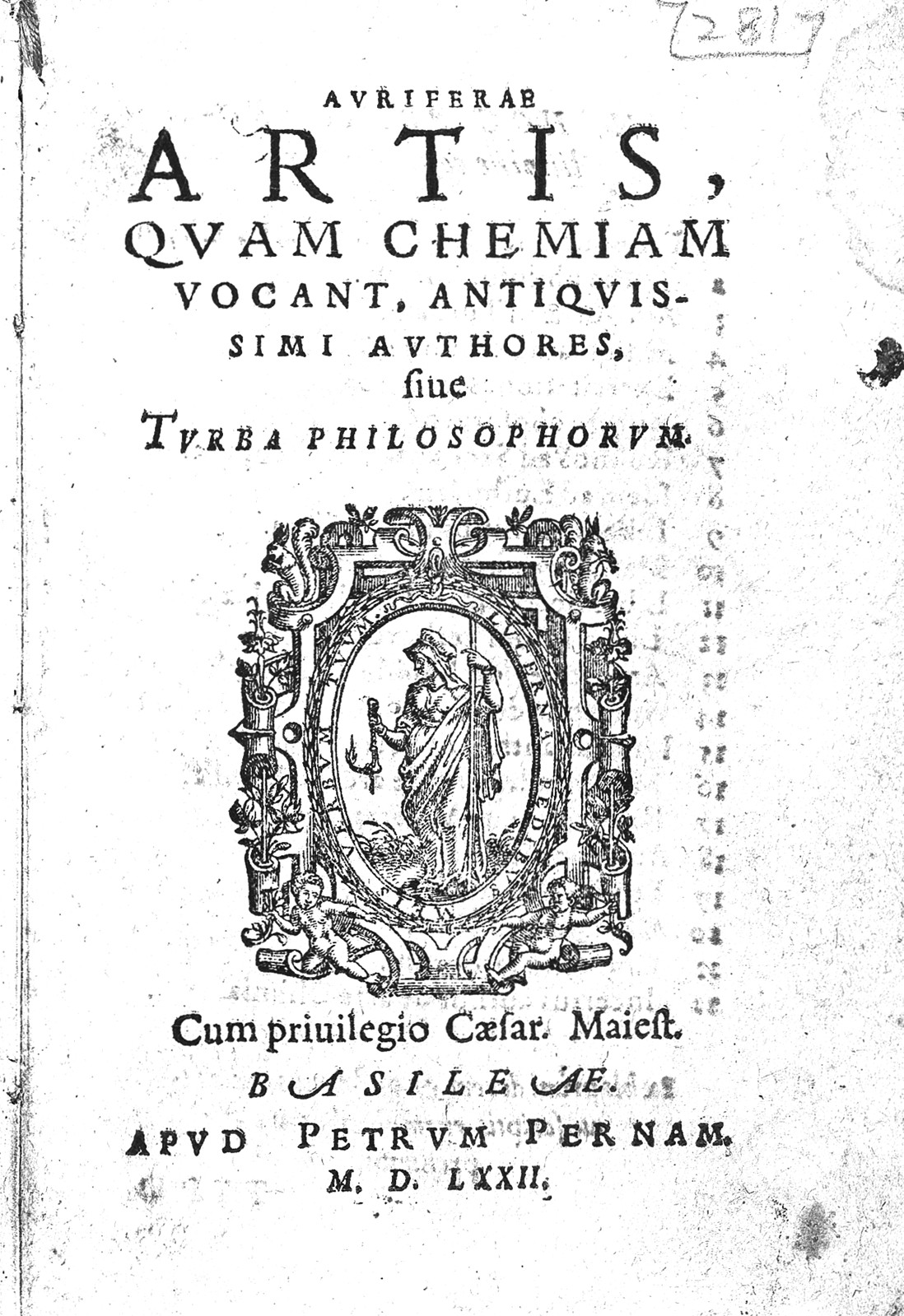
Titelseite von Band 1, 1572

Die Ars aurifera oder der Titel Artis auriferae […] bzw. Auriferae artis […] ist eine frühe Sammlung alchemistischer Schriften in  Latein, zuerst erschienen 1572 in Basel bei Pietro Perna in zwei Bänden. Sie wurde 1593 von Konrad Waldkirch, dem Schwiegersohn von Perna, in Basel nachgedruckt und nochmals 1610 (mit einem dritten Band).
Sie ist Teil einer in Nürnberg (De Alchemia 1541, Johannes Petreius) begonnenen Sammeltätigkeit von Verlegern alchemistischer Texte, die schließlich in das Theatrum Chemicum (ab 1602) mündete. Perna hatte zuvor schon eine Sammlung Verae alchemiae... von Guglielmo Gratorolo in Basel gedruckt (zuerst 1561, in zweiter Auflage 1572).  Einige der Schriften in Artis auriferae sind daher schon in früheren Sammlungen veröffentlicht.
Der volle Titel des Buches ist: Artis auriferae quam chemiam vocant („Über die Kunst der Goldherstellung, genannt Chemie“).  In ihm wird erstmals der Turba Philosophorum abgedruckt. Eine deutsche Übersetzung des Turba und einer Schrift von Roger Bacon nach dieser Ausgabe erschien 1597 und 1608 in Frankfurt (Herausgeber Paulus Hildenbrandt von Hildenbrandseck). Eine deutsche Ausgabe der ersten beiden Bände erschien 1613 in Basel, nachgedruckt 1750 (Übersetzer war Philip Morgenstern).
Die Ausgabe von 1610 war in der Bibliothek von Isaac Newton. Auch C. G. Jung bezieht sich in seinem Werk „Psychologie und Religion“ auf die Ars aurifera.

## Inhalt
Die Ausgabe bei Waldkirch 1610 hatte 3 Bände. Autoren oder vorgebliche Autoren sind in Klammern dazugesetzt.
Band 1:
- Propositiones, seu maximae artis Chymicae
- Turba Philosophorum
- Turbae Philosophorum, alterum exemplar
- Allegoriae supra librum Turbae
- Aenigmata ex visione Arislei[2]
- Exercitationes in Turbam
- Aurora consurgens[3]
- (Zosimos von Panopolis, hier Rosinus genannt) Rosinus ad Euthiciam
- (Zosimos von Panopolis) Idem ad Saratantam Episcopum
- (Zosimos von Panopolis) Liber definitionum eiusdem
- (Maria die Jüdin) Mariae Prophetissae Practica
- (Chalid ibn Yazid) Liber secretorum Calidii filii Jazichi
- (Chalid ibn Yazid) Liber trium verborum Kallid
- (Pseudo-Aristoteles) Aristoteles de lapide philosophorum
- Avicenna de conglutinatione lapidis
- Expositio epistolae Alexandri Regis
- Ignotus autor de secretis lapidis
- Merlini allegoria de arcano lapidis
- Rachaidibi...de materia lapidis[4]
- (Pseudo-Avicenna) Avicennae Tractatulus de alchemia
- Semita Semitae[5]
- Clangor Buccinae[6]
- Correctio fatuorum
- Incertus Autor de arte chymica

Band 2:
- (Morienus, bzw. Chalid ibn Yazid und als Herausgeber Robert von Chester): Liber de compositione alchemiae, quem edidit Morienus Romanus, Calid Regi Aegyptiorum: quem Robertus Castrensis de Arabico in Latinum transtulit (das früheste im lateinischen Mittelalter aus dem Arabischen übersetzte Alchemiebuch)
- Bernardi Trevinensis responsium ad Thomam de Bononia de mineralibus & elixiris compositione
- (Robertus Vallensis, d. i. Robert Duval) Roberti Vallensis Tabulis illustrata
- Liber de arte chimia incertis authoris nunquam hactenus in Lucem editus[7]
- Scala philosophorum[8]
- Ludus puerorum (et opus mulierum)
- Rosarium philosophorum (cum figuris)[9]
  - als Einschub (Arnaldus de Villanova zugeschrieben) Rosarium[10], Novum lumen, Flos florum ad regem Aragonum, epistula super alchemia ad regem Neapolitanum
- (Roger Bacon) Rogerius Bacho Anglus de mirabile potestate artis et naturae

Band 3:
- Pseudo-Lull: Lullii Ultimum Testamentum
- Elucidationem Testamenti totius ad R. Odoardum.
- Potestatem divitiarum, cum optima expositione Testamenti Hermetis.
- Compendium artis magicae quoad compositionem lapidis.
- De Lapide et oleo philosophorum.
- Modum accipiendi aurum potabile.
- Compendium alchimiae et naturalis philosophiae.
- Lapidarium. Item Alberti Magni Secretorum tractatus.
- Abbreviationes quasdam de secretis secretorum Joannis Pauperum.
- (Arnaldus von Villanova): Arnaldi Quaest. de arte transmut. Metall. eiusq. Testamentum.
- Omnia hactenus nun quam visa nec edita.